# Pyrex
Pyrex («Пайрекс», «Пирекс»; в качестве торговой марки стилизуется также как PYREX и pyrex) — бренд кухонной утвари и технического стекла, устойчивых к высоким температурам и химикатам и не проводящих электрический ток (как правило, содержащих боросиликаты).
В 1908 году по инициативе Юджина Салливана, директора по исследовательской работе в фирме Corning, был начат поиск решений проблемы с бьющейся и лопающейся стеклянной посудой. Первым шагом в этом направлении стал более прочный материал на основе стекла под названием Nonex (от англ. non‐expansion). В 1913 году это направление получило развитие с появлением марки Pyrex, разработанной инженером Corning Джесси Литлтоном. Pyrex представлял собой прочное, прозрачное, жароустойчивое стекло. Устойчивость к высоким температурам и едким химикатам достигалась замещением в его составе обычных силикатов боросиликатами, которые при нагревании расширялись втрое слабее, чем обычное стекло.
Выпуск посуды из нового материала для духовых шкафов и печей был налажен в 1915 году. Боросиликатное стекло использовалось также для кофеварок Silex, а с 1941 года — для колб кофеварок нового типа (с бумажным фильтром) линейки Chemex. Одним из наиболее известных товаров под маркой Pyrex стала фирменная мерная кружка, в разных модификациях выпускаемая с 1925 года. Если первоначально продукция предназначалась для зажиточных домов, хозяева которых могли себе позволить электрические печи и холодильники, в 1930-е годы её начали производить массово и по доступным для большинства населения ценам. Новая посуда была не только жароустойчива, но также не корродировала и меньше, чем керамика и металлические кастрюли, впитывала запахи. В это время на основе Pyrex было налажено производство и других марок кухонной утвари, включая Range Top Ware и Flameware. Эти товары включали кастрюли и сковороды из плотного стекла, которые можно было использовать на открытом огне.
В 1950-е годы компания Corning в целях экономии стала использовать в США при производстве Pyrex вместо классических боросиликатов натриево-кальциевое стекло, которое было дешевле, но в то же время не столь жароустойчиво. Стали учащаться сообщения о лопающейся посуде Pyrex, но расследование журнала Consumer Reports не принесло однозначных результатов и вопрос остался открытым. В это же десятилетие был разработан материал Pyroceram, производившийся по схожей технологии, но бывший не прозрачным, а белым и внешне напоминавший керамику. Линейка товаров из этого материала, включавшая формы для духовки, которые можно было сразу по готовности подавать на стол, была запущена в 1958 году. Возможность красить новую посуду в яркие цвета способствовала популярности Pyrex. Спрос на эти товары вырос ещё больше с распространением бытовых микроволновых печей.
Использование Pyrex не ограничивается кухонной утварью. Этот материал, помимо устойчивости к высоким температурам и химикатам обладающий также свойствами электрического изолятора, используется для производства лабораторной посуды и прочих изделий из технического стекла, а также стеклянных приборов (в частности, термометров) и трубопроводов. Стекловолокно и ткани, изготавливаемые с использованием Pyrex, отличаются огнеупорностью и служат для теплоизоляции.